# Рідкий кисень

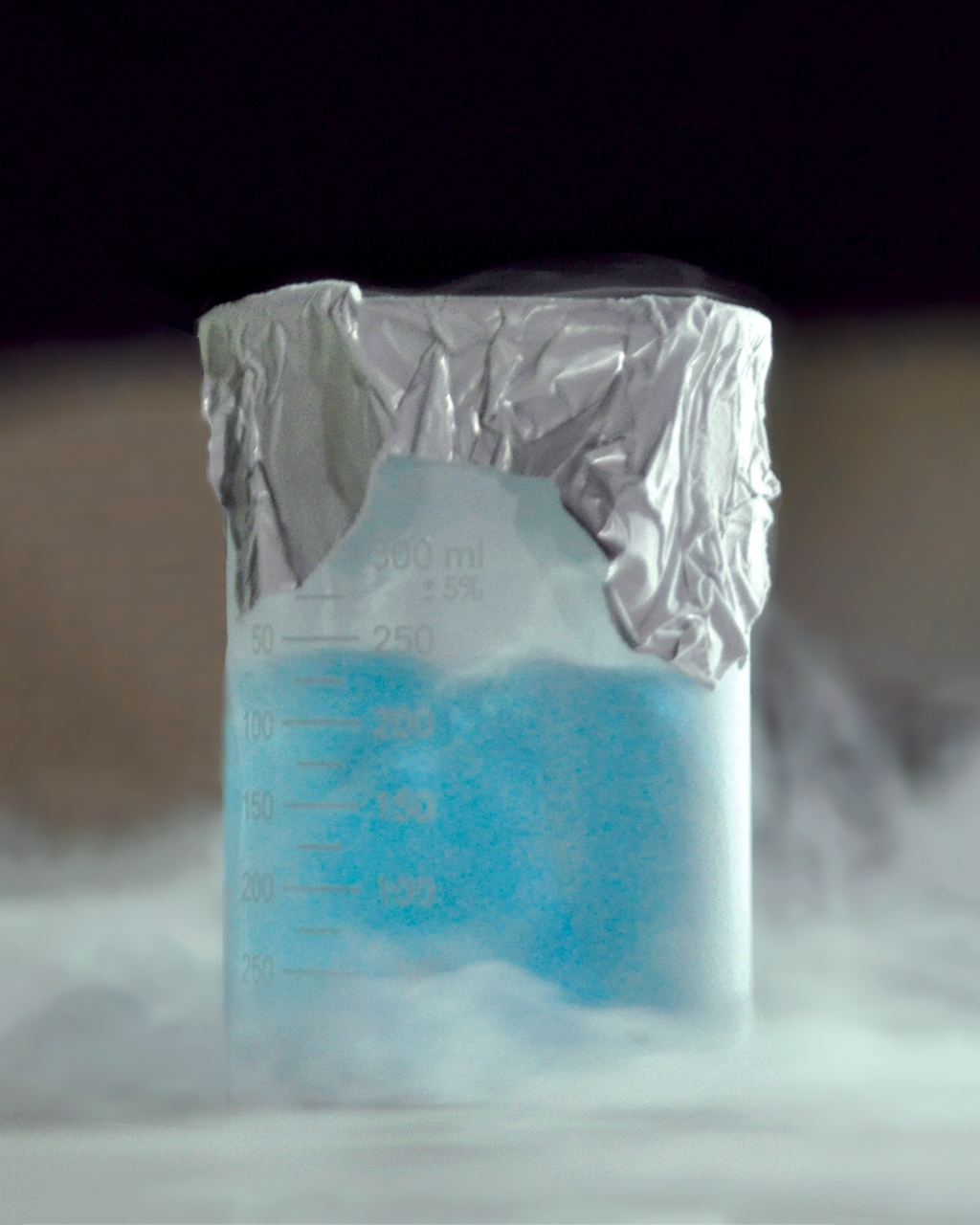
Рідкий кисень (блідо-блакитна рідина) у склянці.

Рідкий кисень — рідина блідо-синього кольору, сильний парамагнетик. Є одним з чотирьох агрегатних станів кисню. Має густину 1,141 г/см³ і має помірно кріогенні властивості з точкою замерзання 50,5°K (-222,65°С) і точкою кипіння 90,188°K (-182,96°С). Через свою кріогенну природу може викликати крихкість матеріалів, які перебувають з ним у контакті.

## Історія
- У 1845 році Майкл Фарадей зміг здійснити зріджування більшості відомих тоді газів. Шість газів, однак, попри всі його спроби зрідженню не піддавалися, а саме кисень, водень, азот, окис вуглецю, метан і окис азоту.
- У 1877 році Луї-Поль Кайете́ (1832−1913) у Франції і Рауль Пікте́ (1846−1929) у Швейцарії незалежно один від одного різними методами отримали кілька крапель рідкого кисню.
- Вперше у вимірних кількостях рідкий кисень отримали польські професори Краківського університету Зигмунт Врублевський і Кароль Ольшевський в 1883 році.

## Використання
Рідкий кисень активно використовують у космічній і газовій галузях, при експлуатації підводних човнів, в медицині. Промислове виробництво найчастіше виконується шляхом фракційної перегонки зрідженого повітря з розділенням на кисень і азот. Коефіцієнт розширення при зміні агрегатного стану на газоподібне становить 860:1 при 20 °C, що іноді використовують у системах постачання киснем для дихання в комерційних і військових літаках.
Рідкий кисень є потужним окислювальним агентом: органічні речовини згоряють в його середовищі з великим виділенням тепла. Деякі з речовин, в тому числі нафтопродукти та асфальт, будучи просоченими рідким киснем, можуть непередбачувано вибухати.
Рідкий кисень є широко поширеним компонентом ракетних палив, зазвичай в комбінації з рідким воднем або гасом. Перше використання в ракетному паливі було в німецькій балістичній ракеті Фау-2, пізніше — в американських «Редстоун» і «Атлас», а також в радянській МБР Р-7. Як ущільнювальні прокладки в системах з рідким киснем застосовують матеріали, не втрачають еластичності при низьких температурах: пароніт, фторопласт, відпалені мідь і алюміній.
Зберігання і транспортування великих кількостей рідкого кисню здійснюється в ємностях об'ємом від декількох десятків до 1500 м³ з нержавкої сталі, забезпечених теплоізоляцією. Зовнішній, захисний кожух теплоізоляції може виконуватися і з вуглецевої сталі. Резервуари транспортних ємностей виготовляються також зі сплаву АМЦ. Застосування вакуумно-порошкової або екранно-вакуумної теплоізоляції дозволяє знизити добові втрати киплячого продукту до рівня 0,1−0,5 % (залежно від розмірів ємності) і швидкість підвищення температури переохолодженого рідкого кисню до 0,4−0,5 К на добу. Транспортування киплячого кисню виконується з відкритим вентилем газоскиду, а переохолодженого — при закритому вентилі, з контролем тиску не рідше 2 разів на добу; при підвищенні тиску більше, ніж на 0,02 МПа вентиль відкривається.
Рідкий кисень також активно використовували при виготовленні вибухівки оксиліквіт, але зараз її майже не використовують через велику кількість інцидентів і нещасних випадків.
Для пояснення відхилення парамагнетичних властивостей рідкого кисню від закону Кюрі американський фізикохімік Г. Льюїс 1924 року запропонував молекулу тетракисню (англ. tetraoxygen) (O4). На сьогодні теорія Льюїса вважається лише частково вірною: комп'ютерне моделювання показує, що хоча в рідкому кисні не утворюється стабільних молекул O4, молекули O2 насправді мають тенденцію асоціювати в пари з протилежними спинами, які формують тимчасові об'єднання O2-O2.
Завдяки тому, що рідкий азот має нижчу точку кипіння 77 K (-196 °С), пристрої, які містять рідкий азот можуть конденсувати рідкий кисень з повітря. Коли більша частина азоту випаровується з такого пристрою, виникає ризик того, що залишок рідкого кисню може сильно прореагувати з органічними матеріалами. З іншого боку, рідкий азот або рідке повітря може виявитися насиченим рідким киснем, якщо залишити ємність на відкритому повітрі — атмосферний кисень буде в ній розчинятися, в той час, як азот буде випаровуватися.

## Заходи безпеки при роботі з рідким киснем
1. Кисень — не токсичний продукт, але при роботі з ним слід використовувати захисні засоби, що оберігають від можливого обмороження: влітку — бавовняний комбінезон, рукавиці, шкіряні чоботи, окуляри; взимку — валянки, підшиті шкірою, теплі рукавиці, окуляри.
2. Кисень — дуже пожежонебезпечний і навіть вибухонебезпечний продукт в контакті з органічними речовинами при наявності навіть невеликого теплового імпульсу. Різке стиснення органічного матеріалу, просоченого рідким киснем (наприклад, при падінні), або контакт кисню з мастилами може викликати вибух. Зварювальні та ремонтні роботи в ємностях і приміщеннях, де зберігається рідкий кисень, повинні проводитися тільки після двох — тригодинного провітрювання теплим повітрям (70–80 °С).
3. Перед заливанням кисню в нову ємність остання має бути знежиреною.
4. При перекачуванні рідкого кисню виконується попереднє «захолодження» системи малою кількістю продукту. Без цього в «гарячій» системі можуть утворитись інтенсивні потоки парів кисню і як наслідок — загоряння металу.

## Рідкий кисень в культурі
- У романі «Соляріс» Станіслава Лема Гері здійснила самогубство, випивши рідкого кисню[2].